# Continental AG
Continental Aktiengesellschaft, più conosciuta come Continental, è uno dei primi produttori mondiali di pneumatici, di sistemi di frenata, di sistemi di controllo di stabilità del veicolo e di altre parti per automobili e autocarro, fondata nel 1871 con sede a Hannover in Germania.
È la terza azienda al mondo per fatturato nel settore degli pneumatici.

## Storia

### Fondazione

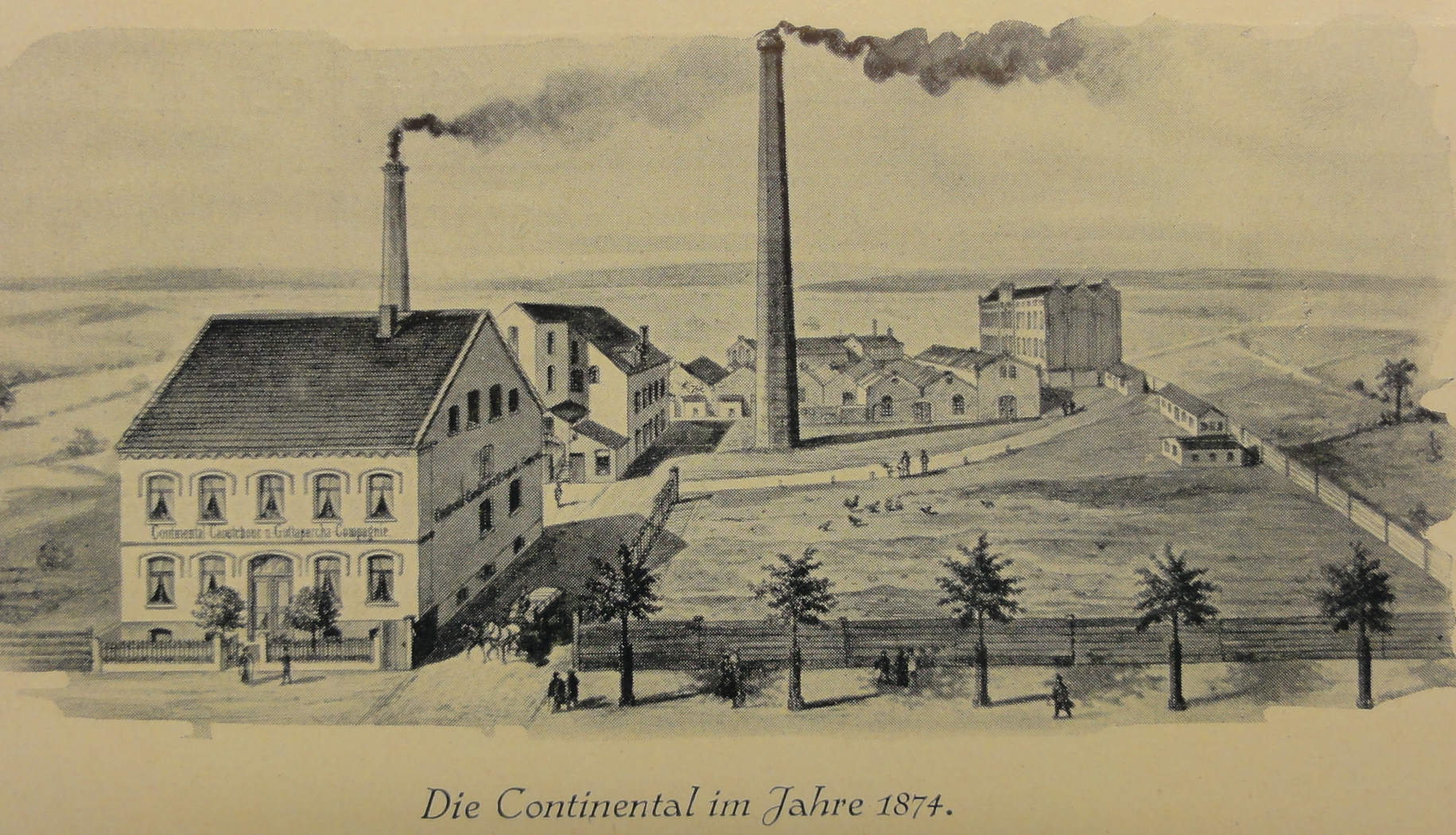
Continental Caoutchouc & Gutta-Percha Compagnie AG, anno 1871

L'azienda Continental AG nacque dalla piccola società di gomma Neue Hannoversche Gummi-Waarenfabrik, acquistata nel 1869 dal banchiere Moritz Magnus per 18.500 talleri.
Magnus, con altri investitori, fondarono così la Continental-Caoutchouc- und Gutta-Percha Compagnie l'8 ottobre 1871 come Aktiengesellschaft con capitale sociale 300.000 talleri (900.000 Goldmark).
Tre furono i soci della Hannoversche Gummikamm Compagnie OHG.

### Gomma per trasporti e pneumatici 1871–1914

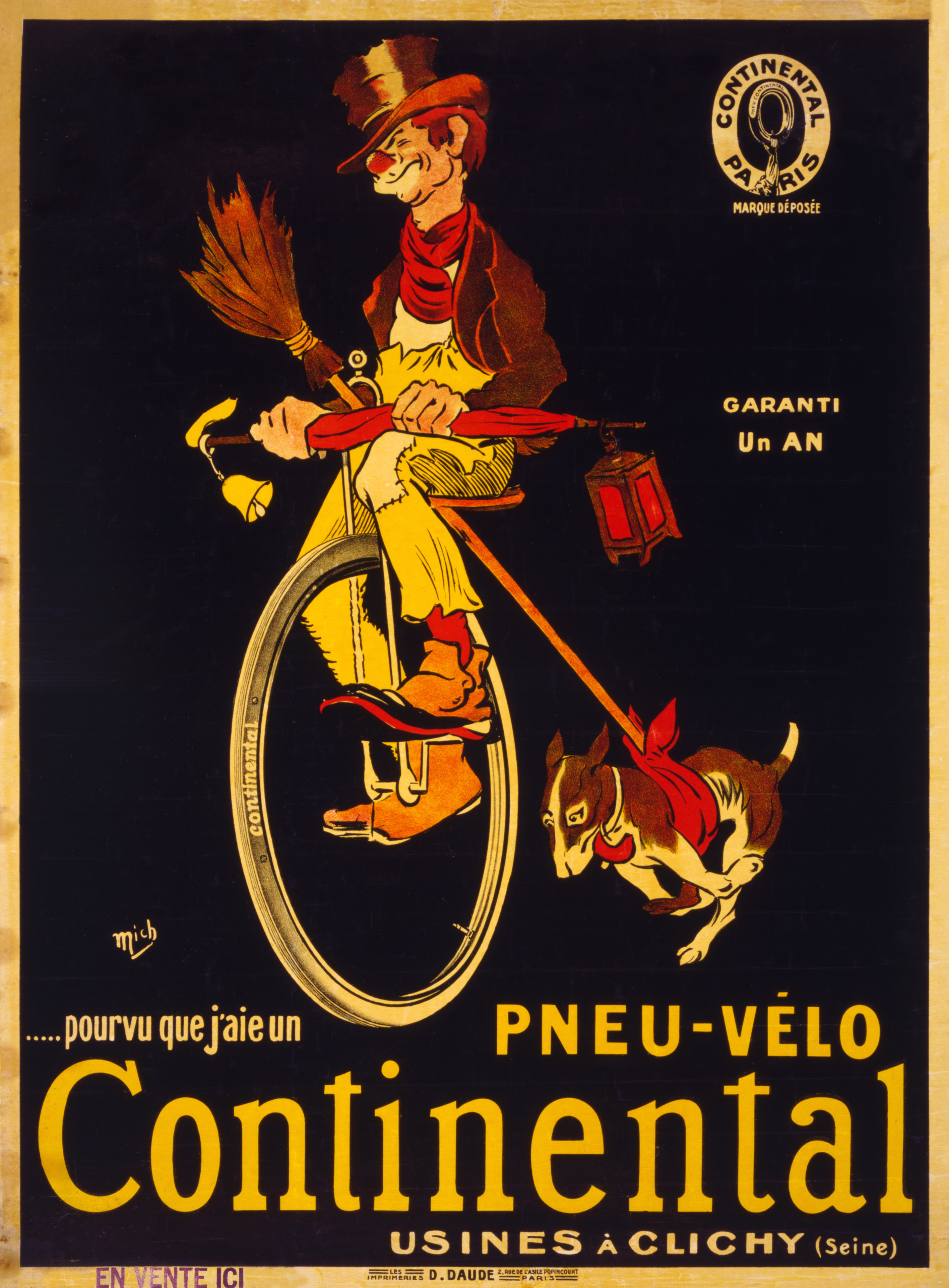
Pubblicità del 1900

Tra il 1871 e 1874 viene costruita la nuova fabbrica in Vahrenwalder Str. 34 – oggi parte di ContiTech AG. Nell'anno 1874 l'azienda contava 246 occupati. Nei primi anni di vita l'azienda sviluppa le competenze tecniche, alla fine del 1875 ha un capitale di 147.000 marchi. Moritz Magnus prende come collaboratore un giovane Siegmund Seligmann come tecnico e organizzatore d'azienda. Siegmund Seligmann nel 1876 diventa procuratore e nel 1879 direttore delle vendite e membro del consiglio di amministrazione, fino alla sua morte nel 1925.
Nel 1874, viene assunto come chimico Adolf Prinzhorn. Dal 1876, come direttore tecnico (fino al 1908) acquisisce la licenza per la vulcanizzazione della gomma dagli Stati Uniti. Sotto la sua guida a metà degli anni ottanta avvengono gli esperimenti con gomme a cavità interna (in gomma espansa). Dal 1891 vengono commercializzati pneumatici Continental-Pneumatics. Agli inizi del XX secolo inizia la produzione di pneumatici per auto.

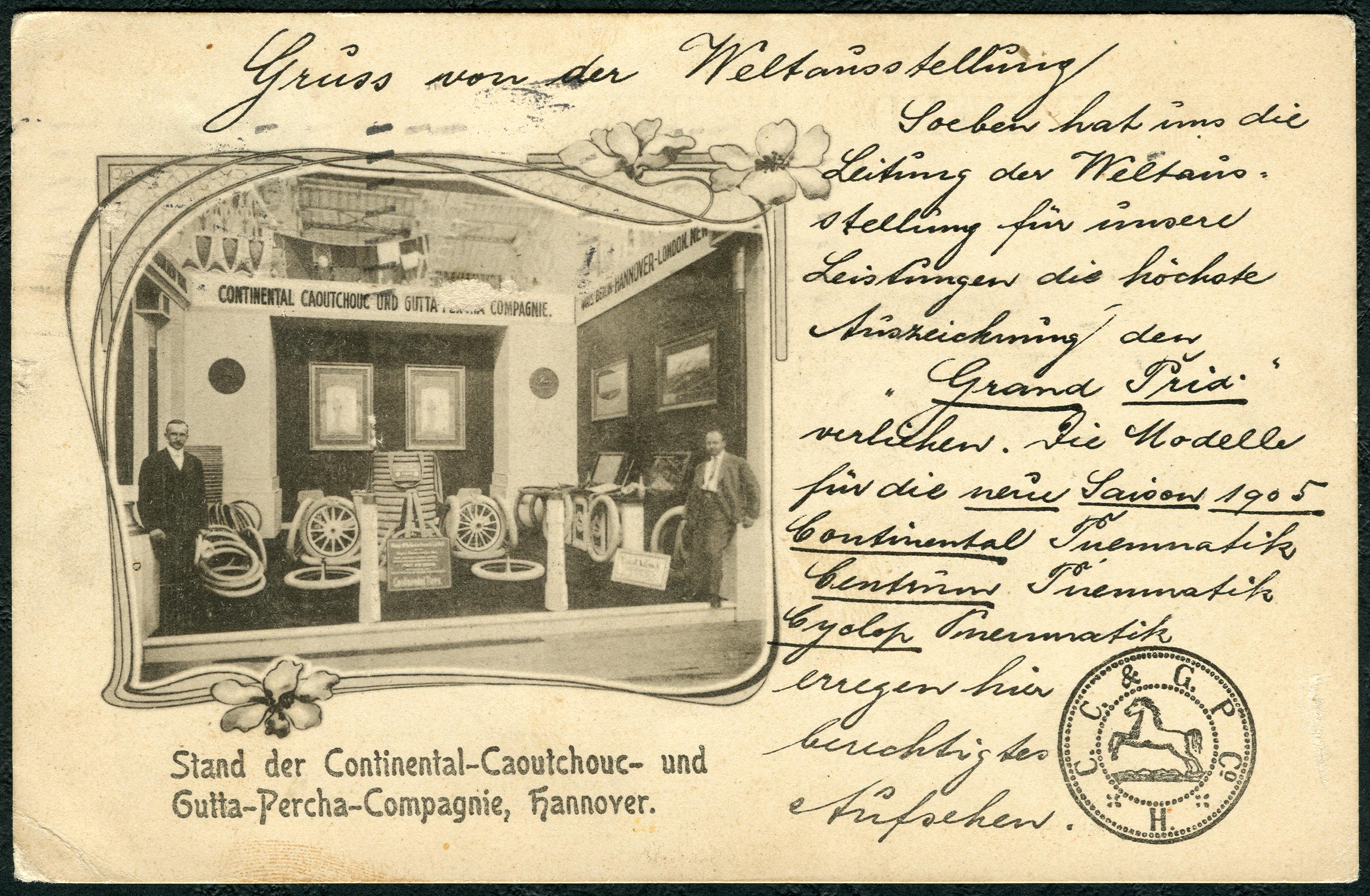
Grand Prix all'Esposizione internazionale della Luisiana del 1904

I prodotti di quel periodo erano tamponi (per cavalli), tubi per vapore, acqua e gas, gomma per palloni, aerostati, velivoli, medicina e articoli igienico-sanitari.
Gli occupati furono 600 nel 1890 e 1.537 nel 1899. Il profitto del 9%, nel 1882, 16% nel 1884 e nel 1892 circa 27%. In quegli anni l'azienda era nota come Gummiball - o più grosso Gummikamm (Hannoversche Gummikamm Comp. AG). Più tardi diventò Continental o abbreviato Conti, fino a che nel 1929 il nome ufficiale diventò Continental Gummiwerke AG.
In quell'epoca i passi significativi furono:
- 1904 il primo pneumatico al mondo con cerchione
- 1908 il cerchione removibile

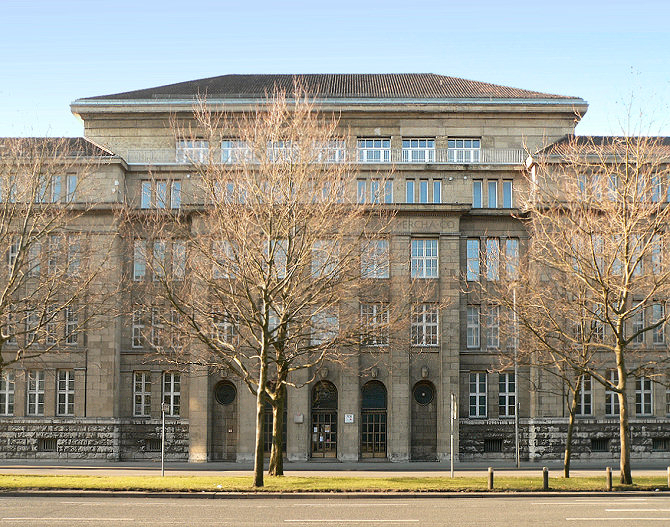
1912–1914, Vahrenwalder Straße di Hannover, dal 2012 Haus der Wirtschaftsförderung (Hannover)

Altri prodotti notevoli furono i panelli in gomma per velivoli come il Aeroplanstoffe e gli pneumatici per aereo; viene fondata la Continental-Aeroplanreifens nel 1911.
Dal 1903 viene creata una seconda fabbrica a Seelze con 400 dipendenti, per caucciù e riciclo di gomma vecchia (Regranulat).
La manodopera salì a 8.000 persone, di cui 5.000 stranieri. L'export fu del 55% nel 1906 e nel 1913 del 60%. Tra il 1897 e il 1912 gli aumenti di capitale portarono a 12 milioni di marchi, con dividendi di 33% e 55%.
Nel 1912–1914, viene costruita la sede in Vahrenwalder Straße dall'architetto Peter Behrens. L'edificio è identico a quello della Mannesmann-Haus, Mannesmann AG di Düsseldorf. L'edificio fu bombardato durante la seconda guerra mondiale e ricostruito nel dopoguerra. Dagli anni'80 del XX secolo divenne sede del Technologie-Centrum Hannover (TCH).

### Recente

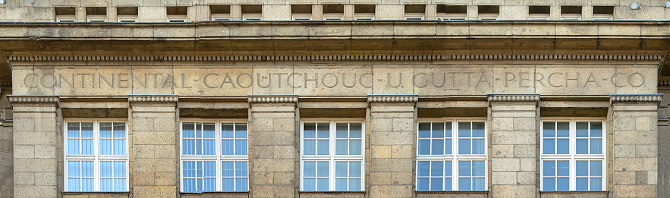
Continental-Caoutchouc- u. Gutta-Percha Co., Vahrenwalder Straße di Hannover

Nel 1985 incorpora il produttore austriaco di pneumatici Semperit. Nel 1987 acquista il produttore statunitense General Tire. Nel 1992 prende il controllo della Barum.
Nel 2001 Continental acquista il controllo di Temic, l'attività di elettronica automobilistica di DaimlerChrysler, che ora fa parte di Continental Automotive Systems.
L'azienda inoltre ha comprato nel 2004 Phoenix, un'azienda tedesca di plastica e gomma automobilistica, nel 2006 l'unità di elettronica automobilistica di Motorola e recentemente VDO da Siemens.

## Organizzazione
Continental è strutturata in sei divisioni:
- Chassis & Safety
- Powertrain
- Interior
- Passenger & Light Truck Tires
- Commercial Vehicle Tires
- ContiTech

Continental è il quarto più grande produttore di pneumatici del mondo, primo in Germania e secondo in Europa, È anche il primo produttore di freni e sistemi di frenata ABS, ASC al mondo, nonché il quinto più grande fornitore dell'industria automobilistica.
Una delle aree di lavoro del Gruppo Continental è la riduzione del consumo di carburante, tramite sistemi d'iniezione ad alta efficienza, pneumatici a basso consumo di carburante, e sistemi di propulsione ibrida.

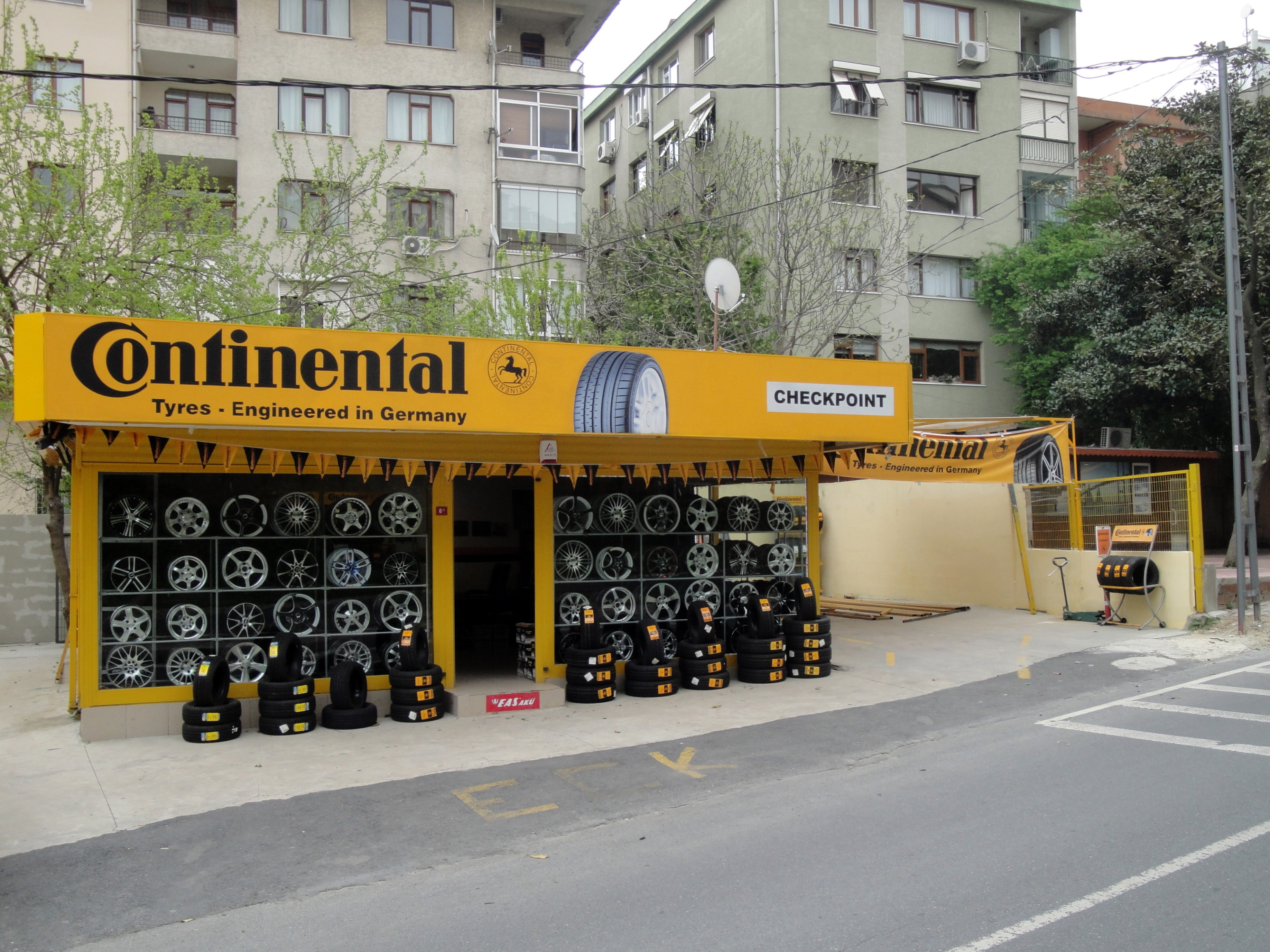
Rivenditore di pneumatici Continental a Istanbul nel 2012

Continental possiede i seguenti marchi di pneumatici: Uniroyal, Semperit, Viking, Barum, General Tire, Euzkadi, Gislaved, Mabor e Matador. 
Continental vende pneumatici in Nord America con i marchi: Continental, General, ed Euzkadi.
Diversamente da altri produttori di pneumatici, la produzione di tale prodotto (per cui è maggiormente nota) non impegna più del 30% della Compagnia, infatti la Continental Automotive Systems è la divisione più grande (come entità di fatturato) della compagnia, e i relativi prodotti includono freni, programmi elettronici di stabilità (ABS...), e in genere componenti elettronici per le automobili.
ContiTech ha differenti unità d'affari e produce diversi articoli basati su componenti in gomma, per auto o per l'industria: cinghie di trasmissione, sospensioni pneumatiche, nastri trasportatori, interni di arredamento auto, manicotti, blocchi anti vibrazioni.